# Eucatocha barberi
Eucatocha barberi är en tvåvingeart som först beskrevs av Ephraim Porter Felt 1913.  Eucatocha barberi ingår i släktet Eucatocha och familjen gallmyggor.
Artens utbredningsområde är Wisconsin. Inga underarter finns listade i Catalogue of Life.